# Freundschaftsausstellung
Die Freundschaftsausstellung (auch Museum für Völkerfreundschaft) ist ein Museum in den Myohyang-Bergen Nordkoreas.

## Geschichte
Das Museum eröffnete am 26. August 1978 und weist heute mehr als 150 Räume mit einer Gesamtfläche von 50.000 Quadratmetern auf. Ausgestellt werden hier in zwei im Pagodenstil errichteten Gebäuden sowie in den Berg getriebenen Gewölben die Geschenke, die dem nordkoreanischen Diktator Kim Il-sung und dessen Sohn und Nachfolger Kim Jong-il gemacht wurden. Geschickt wurden diese von Partei- und Staatschefs, politischen Parteien, Organisationen und berühmten Personen aus dem Ausland. Im Jahr 2011 gab es insgesamt 225.900 ausgestellte Geschenke.

## Ausstellung
Ausgestellt werden vor allem Geschenke aus (ehemaligen) kommunistischen oder gleichgesinnten Ländern. Hier eine kleine Auswahl der Geschenke:
- Keramikvase von Jiang Zemin, ehemaligem Staatspräsidenten der Volksrepublik China
- Krokodilhaut-Aktenkoffer und Ölgemälde „Scenery of Pinar del Rio Province“ von Fidel Castro, ehemaligem Staatspräsidenten Kubas
- Schwert von Hafiz al-Assad, ehemaligem Staatspräsidenten Syriens[3]
- Basketball von Madeleine Albright, ehemaliger Außenministerin der USA[1]
- Archivbox von Thaksin Shinawatra, ehemaligem Premierminister Thailands
- Keramikvase von Wladimir Putin, Präsidenten der Russischen Föderation
- Zierporzellanschale von Abdullah II. bin al-Hussein, König des haschemitischen Königreichs von Jordanien
- Holzskulptur „African“ von Levy Mwanawasa, ehemaligem Staatspräsidenten von Sambia.
- Glashandwerk „Daily Development“ von Tang Jiaxuan, ehemaligem Außenminister der Volksrepublik China
- versilbertes Holztablett von Megawati Soekarnoputri, ehemaliger Präsidentin Indonesiens.[4]

## Propaganda
Manche Gegner des nordkoreanischen Regimes sehen das Museum als Propagandamittel, das den Eindruck erwecken soll, die nordkoreanische Regierung bekomme weltweite Unterstützung. Besuchern des Museums wird mitgeteilt, dass die Anzahl der Geschenke ein „Beweis für die unendliche Liebe und dem Respekt gegenüber dem Großen Führer Kim Il-sung“ sei. Ein anderer Autor, Byoung-lo Philo Kim, sagt, das Ziel der Ausstellung sei, „die [nord]koreanischen Besucher davon zu überzeugen, dass ihr Führer weltweit bewundert wird“.